# Modificació posttranscripcional
Les modificacions posttranscripcionals són el conjunt de processos biològics que es produeixen en l'ARNm després del procés de transcripció. En són exemples el càping, la poliadenilació i l'empalmament.
Per mitjà d'aquestes modificacions es fa possible incrementar l'estabilitat de l'ARN, extraient els introns (regions d'ARN no codificants), sent la destrucció previnguda per les exonucleases.
Les modificacions posttranscripcionals només es donen en els eucariotes, en què la transcripció està separada físicament de la traducció. En els procariotes, la traducció simultània continua donant ARNm com a resultat, i no hi ha introns.